# G-protein-spregnuti unutrašnje-ispravljajući kalijumski kanali
G-protein-spregnuti unutrašnje-ispravljajući kalijumski kanali (engl. G protein-coupled inwardly-rectifying potassium channels, GIRK) su familija kalijumskih jonskih kanala koji se aktiviraju (otvaraju) putem kaskade prenosa signala koju iniciraju ligand-stimulisani G protein spregnuti receptori. GPCR receptori otpuštaju aktivirane G-proteinske βγ-podjedinice sa neaktivnih heterotrimernih G proteinskih kompleksa.  dimerni protein interaguje sa GIRK kanalima i otvara ih za jone kalijuma, što dovodi do hiperpolarizacije ćelije. G-protein-spregnuti unutrašnje-ispravljajući kalijumski kanali su tip G protein-kontrolisanih jonskih kanala koji se direktno aktiviraju G proteinskim podjedinicama.
GIRK1 do GIRK3 su široko rasprostranjeni u centralnom nervnom sistemu. GIRK4 je nađen prvenstveno u srcu.

## Podvrste
| protein | gen | alijasi |
| ------- | --- | ------- |
|         |     |         |
|         |     |         |
|         |     |         |
|         |     |         |

## Primeri
Širok spektar G-protein spregnutih receptora aktivira GIRK kanale, uključujući M2-muskarinski, A1-adenozinski, α2-adrenergički, 2-dopaminski, μ- δ-, i κ-opioidni, 5-1A serotonin, somatostatinski, galaninski, , , i sfingozin-1-fosfatni receptor.
GIRK kanali su podskup kalijumskih kanala srca, koji, nakon aktivacije parasimpatičkim signalima poput acetilholina kroz M2 muskarinske receptore, izazivaju upliv kalijuma u ćeliju, što usporava brzinu srca. Oni se nazivaju muskarinskim kalijumskim kanalima. Oni su heterotetrameri koji se sastoje od dve  i dve  podjedinice.

## Spoljašnje veze
- G+Protein-Coupled+Inwardly-Rectifying+Potassium+Channels на 